# روبرت تايلور (راديكالي)
كان القس روبرت تايلور (18 أغسطس 1784 - سبتمبر 1844)، الذي عاش في أوائل القرن التاسع عشر، راديكاليًا ورجل دين تحول إلى مفكر حر. كانت «جولته التبشيرية لديار الكفار» حدثًا أثر في تربية تشارلز داروين، إذ خلفت وراءها ذكرى داروين المعروفة بـ«قسيس الشيطان» كتحذير من مخاطر الانشقاق عن عقيدة كنيسة إنجلترا.

## حياته
كان الابن السادس لجون وإليزابيث تايلور، المولود في وولنت تري هاوس، إدمونتون، لندن، في 18 أغسطس 1784. توفي والده، تاجر حديد في شارع Fenchurch Street، لندن، عندما كان صغيرًا، وتركه تحت وصاية عمه، إدوارد فارمر تايلور من تشيكن هول، بريدجنورث، شروبشاير. بعد أن كان في المدرسة تحت إشراف جون آدمز في إدمونتون، تم تمييزه كطالب منزل لصمويل بارتريدج، ثم جراح منزل في مستشفى برمنغهام العام. في برمنغهام، خضع تايلور لتحويل ديني، بعد سماعه عظة إدوارد بيرن.

## قسيس الشيطان
منح ريتشارد كارلايل- حين أطاح جمهوريو الطبقة الوسطى، في خضم الاضطرابات العامة في يوليو 1830، بشارل العاشر ملك فرنسا، ومن ثم منحته حكومة المحافظين بقيادة آرثر ويلزلي، دوق ويلينغتون الأول، حق اللجوء بإنجلترا- تايلور قاعة بمبنى بلاكفرايرز روتوندا، وهو مبنى متداعٍ على الضفة الجنوبية لنهر التمز حيث تجمع الملحدون الجمهوريون. كان تايلور يرتدي عدة مرات في الأسبوع «الزي الكنسي»، وينظم ميلودراما كفرية، ويلقي خطبًا منمقة للحرفيين. أثارت خطبتان من خطب يوم الأحد حول «الشيطان» غضبًا شديدًا حين قال: «الله والشيطان… أن تكون مجرد كائن واحد بذات واحدة... الجحيم والنار... هي، في الأصل، ليست سوى أسماء وألقاب الله الأعلى». أُطلق عليه بعد ذلك لقب «قسيس الشيطان»، ووُزعت آلاف النسخ من خطبه في شكل كتاب تحريضي بعنوان منبر الشيطان. حين انهارت حكومة المحافظين في نوفمبر، ألقى تايلور خطابات ضد الكنيسة الرسمية أثناء رفع العلم الثوري ثلاثي الألوان على سطح مبنى بلاكفرايرز روتوندا.
اتُهم تايلور، في بداية أبريل 1831 مرة أخرى بالتجديف إثر خطبتين في عيد الفصح ألقاهما في آخر أيامه بمبنى بلاكفرايرز روتوندا. حُكم عليه بالحبس لمدة عامين في سجن هورسمونغر لين غاول حيث أرسل رسائل احتجاج إلى صحيفة التايمز، ولكن وزير الداخلية وليام لامب، فيسكونت ملبورن الثاني، رفض مناشداته. وصف تايلور، في خطاب إلى دبليو واتس، تدهوره الجسدي وخوفه قائلًا: «لقد عقد المسيحيون العزم على قتلي… لا أتوقع أن أغادر هذا الباستيل أبدًا، إنني ميت. صديقك المقتول (روبرت تايلور)». (عاش تايلور، على الرغم من مخاوفه، حتى عام 1844. والخطاب الآن بحوزة لاري إم رايت، مؤلف كتاب المسيحية: التنجيم والأسطورة.)
أُشيعت أخبار عن «احتلال جديد للمبنى» في جميع أنحاء لندن بحلول يناير 1832. كتب تايلور من السجن أن «روح مبنى روتوندا حية»، «فهو يفتح أبوابه بروح جديدة، وبجاذبية جديدة، وبكل ما تتمتع به المرأة من جمال وفضيلة». ظهرت إليزا شاربلز، في 9 فبراير، باسم «إيزيس»، «سيدة الرَوطَن»، وقدمت عروض مسرحية أدانت فيها المسيحية والكهنوت والمؤسسة السياسية. قالت في العرض الأول أنها «ليست مثل تايلور ولا كارلايل، ولا أوين ولا القديس سيمون»، ولكنها «النحلة النشيطة الصغيرة التي تستخرج الرحيق من مذاهبهم جميعًا». سرعان ما ادعت أن عروضها، على الأقل في جزء منها، كتبها تايلور وكارلايل. جذبت عروضها النارية الانتباه في البداية، لكن تلاشى ذلك الاهتمام وانتهت عروضها بنهاية أبريل.

## آخريات حياته
تزوج تايلور، عام 1833، من سيدة مسنة ثرية، ورفعت جورجيانا ريتشاردز، مديرة مبنى بلاكفرايرز روتوندا، ضده دعوى قضائية بتهمة نكث الوعد بالزواج. انتقل تايلور إلى فرنسا، لتجنب دفع 250 جنيه استرليني تعويضات لجورجيانا ريتشاردز، وعمل كجراح في مدينة تور.

## روابط خارجية
ديجيسيس